# 1525 en arts plastiques
| Années des arts plastiques : 1522 - 1523 - 1524 - 1525 - 1526 - 1527 - 1528    |
| Décennies des arts plastiques : 1490 - 1500 - 1510 - 1520 - 1530 - 1540 - 1550 |

Cette page concerne l'année 1525 en arts plastiques.

## Œuvres

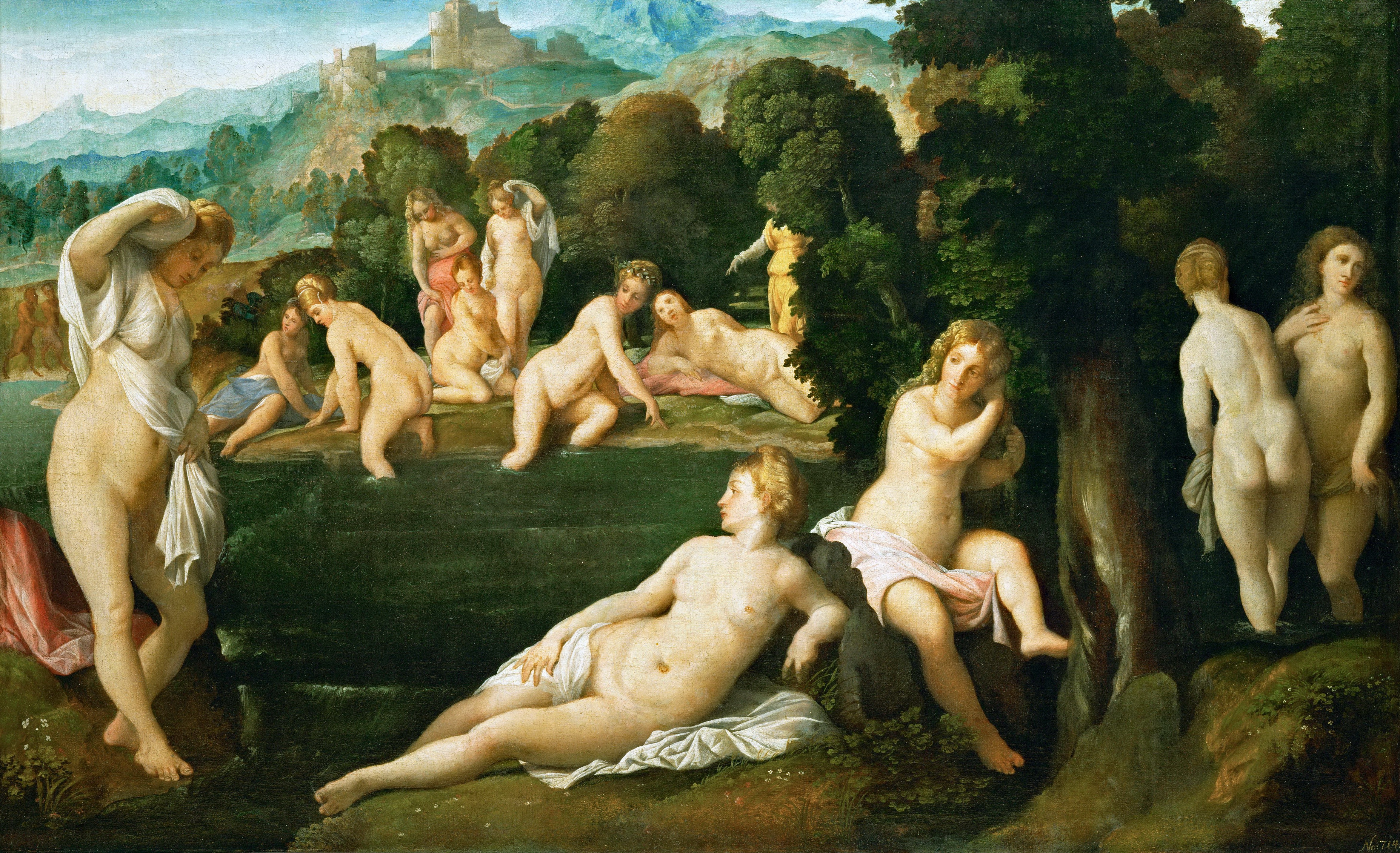
Diane et Callisto, de Palma le Vieux.

- 1525-1530 : Tête du Christ, huile sur panneau du Corrège.

## Naissances
- ? :
  - Hendrik III van Cleve, peintre paysagiste flamand († 1589),
  - Cristofano dell'Altissimo, peintre italien de l'école florentine († 21 septembre 1605),
  - Diego de Rosales, peintre espagnol († 1579),
  - Vincenzo de' Rossi, sculpteur italien de l'école florentine († 3 mars 1587),
  - Benedetto Tola, musicien et peintre italien († 1572),
  - Anton van den Wyngaerde, dessinateur flamand († 7 mai 1571),
  - Alessandro Vittoria, sculpteur maniériste italien († 27 mai 1608),

- Vers 1525 :
  - Pieter Brueghel l'Ancien, peintre flamand († 9 septembre 1569),
  - Carlo Urbino, peintre maniériste italien († vers 1585).

## Décès
- 3 février : Francesco di Cristofano dit Franciabigio, peintre de l'école florentine (° 1482),
- 9 février : Benedetto Rusconi, peintre vénitien (° vers 1460),
- 4 août : Andrea della Robbia, sculpteur florentin (° 1435),
- Vers 1525 :
- Hernando de los Llanos, peintre espagnol (° ?).